# Cristaleiro
Cristaleiro ou caçador de cristais – como também são conhecidos – é um galicismo que designa os homens que se especializaram em procurar, na alta montanha. os cristais de rocha em quartzo.
Estes cristais são conhecido desde o tempo de  Aristóteles pois que um seu  discípulo Teofrasto já os descreve na sua obra Peri lithon em 300 a.C., que fala das rochas em geral,  mas do quartzo em especial.
Encontram-se no Maciço do Monte Branco e no século XVIII começam a ser vendidos aos joalheiros de Paris, Genebra e Milão, e mais tarde também aos coleccionadores.
Trabalho, exigente, perigoso e necessitando uma bom conhecimento da montanha, o cristaleiro está na base de alguns nomes do início do alpinismo como foi o caso com o célebre Jacques Balmat que depois se pôs  ao serviço do Doutor Paccard para conseguirem a ascensão do Monte Branco a 8 de Agosto de 1786.
Hoje em dia muito regulamentada, a sua extracção é regida ao mesmo tempo pela mineralogia e pela  arqueologia (pelo menos em França). 

## Colecções e museus
- «Musée de Chamonix» (em francês)